# Horst Beer
Horst Beer (* 1958 in Bremerhaven) ist ein deutscher Tänzer, Tanzsporttrainer und Choreograph im Bereich des Formationenssportes (Latein). Horst Beer ist Sohn eines Tanzsportlehrers (Helmut Beer) und Inhaber der gleichnamigen Tanzschule in Bremerhaven.

## Erfolge
Von 1981 bis 1986 gewann Beer mit seiner Partnerin und späteren Ehefrau Andrea Lankenau sechsmal in Folge die Deutsche Meisterschaft der Amateure in den lateinamerikanischen Tänzen sowie zweimal in der Kombination. 1985 gewann er mit Andrea Lankenau die Europameisterschaft Latein sowie die in Bremerhaven ausgetragene Weltmeisterschaft Latein der Amateure. Anschließend wechselte er mit seiner Tanzpartnerin zu den Professionals.
Beer war Tänzer der Lateinformation der TSG Bremerhaven und von 1984 bis zu seinem Rücktritt am 21. Mai 2008 deren Trainer. Während seiner Trainerzeit erreichte er folgende Titel mit der Formation:
- Weltmeister 1984, 1985, 1987, 1991, 1994, 1995, 2000, 2001, 2007  (2007 geteilter 1. Platz zusammen mit dem Grün-Gold-Club Bremen)
- Europameister 1991, 1992, 1995, 1996, 1998, 2000, 2002
- Deutscher Meister 1984–1985, 1987–1990, 1992, 1994, 1997, 1999, 2000, 2001, 2003, 2006

Von 1999 bis zur Auflösung der Formation Anfang 2004 trainierte er auch die Standardformation (A-Team) des TSG Bremerhaven.
Von 2011 bis 2023 war er Bundestrainer Latein des Deutschen Tanzsportverbandes. Sein Nachfolger wurde Timo Kulczak. Von Anfang 2019 bis zu seinem Rücktritt am 31. August 2020 war er auch Bundesjugendtrainer Latein. Im Dezember 2023 wurde ihm die DTV-Sportplakette verliehen.